# Flinks
Flinks is een aanduiding voor een linkse politiek die ofwel opvallend kordaat is ofwel zich strenger dan verwacht opstelt op bepaalde domeinen. Het Nederlandse cabaretduo Van Kooten en De Bie bedacht het neologisme 'nieuw-flinks' in 1990, als woordspeling op Nieuw Links. 'Flinks' is een contaminatie van 'flink' en 'links'. De term raakte snel ingeburgerd als serieuze term om een bepaalde, kordate sociaaldemocratische politiek te beschrijven. In Vlaanderen slaat de term bijna uitsluitend op sociaaldemocratische politici of partijen die meer rechtse standpunten innemen in vreemdelingenbeleid en de toegang tot de welvaartsstaat willen verstrengen.